# Bürgermeisterei Ahrweiler
Die Bürgermeisterei Ahrweiler war eine von ursprünglich sieben preußischen Bürgermeistereien, in welche sich der 1816 neu gebildete Kreis Ahrweiler im Regierungsbezirk Koblenz verwaltungsmäßig gliederte. Von 1822 an war der Regierungsbezirk Koblenz und damit die Bürgermeisterei Ahrweiler Teil der Rheinprovinz. Der Verwaltung der Bürgermeisterei Ahrweiler unterstanden sechs Gemeinden. Im Jahr 1857 schied die Stadt Ahrweiler aus dem Bürgermeistereiverband aus, die verbleibenden fünf Landgemeinden wurden der Bürgermeisterei Ahrweiler-Land zugeordnet. Diese bestand bis 1875 und ging in der Bürgermeisterei Neuenahr auf.
Heute liegt das Verwaltungsgebiet der damaligen Bürgermeisterei vollständig innerhalb der Stadt Bad Neuenahr-Ahrweiler im nördlichen Rheinland-Pfalz.

## Gemeinden und zugehörende Ortschaften
Zur Bürgermeisterei Ahrweiler gehörten sechs Gemeinden:
| Gemeinde          | zugehörende Ortschaften                                                                         | Einwohner 1816 | Bemerkungen                                                                                   |
| ----------------- | ----------------------------------------------------------------------------------------------- | -------------- | --------------------------------------------------------------------------------------------- |
| Ahrweiler (Stadt) | Weiler Bachem, Walporzheim und Marienthal, Kloster Calvarienberg, Altenwegshof und sechs Mühlen | 2.625          |                                                                                               |
| Gimmigen          |                                                                                                 | 154            |                                                                                               |
| Heimersheim       | Weiler Heppingen und Ehlingen                                                                   | 1.068          | anfangs gehörte auch Green zu Heimersheim                                                     |
| Kirchdaun         |                                                                                                 | 123            |                                                                                               |
| Lohrsdorf         | Weiler Green und der Köhlerhof                                                                  | 148            | gehörte zunächst zur Bürgermeisterei Remagen; Green wurde gleichzeitig Ortsteil von Lohrsdorf |
| Wadenheim         | Weiler Beul und Hemmessen sowie der Landmühle                                                   | 943            | 1875 umbenannt in Neuenahr                                                                    |

## Geschichte
Das Verwaltungsgebiet und die zugehörenden Ortschaften der Bürgermeisterei Ahrweiler gehörten bis zur Inbesitznahme des Linken Rheinufers durch Frankreich zu verschiedenen Territorien: dem Kurfürstentum Köln, dem Herzogtum Jülich und zur Herrschaft Landskron. Unter der französischen Verwaltung gehörte das Gebiet zum Arrondissement Bonn (Kanton Ahrweiler und Kanton Remagen), das dem Rhein-Mosel-Departement zugeordnet war. Die Mairies als Vorläufer der späteren preußischen Bürgermeistereien wurden im Jahr 1800 eingeführt.

### Vorherige Zugehörigkeiten
Die nachfolgende Tabelle ermöglicht einen Überblick über die vorherigen Zugehörigkeiten der Gemeinden der Bürgermeisterei Ahrweiler (in Klammern damalige Schreibweise):
| Gemeinde             | Territorium vor 1792       | Kanton und Mairie vor 1815 | Pfarrei vor 1802 |
| -------------------- | -------------------------- | -------------------------- | ---------------- |
| Ahrweiler            | Kurköln, Vogtei Ahrweiler  | Ahrweiler, Ahrweiler       | Ahrweiler        |
| Gimmigen (Gimmingen) | Jülich und Landskron       | Remagen, Heimersheim       | Kirchdaun        |
| Heimersheim          | Jülich, Amt Sinzig-Remagen | Remagen, Heimersheim       | Heimersheim      |
| Kirchdaun            | Jülich und Landskron       | Remagen, Heimersheim       | Kirchdaun        |
| Lohrsdorf            | Herrschaft Landskron       | Remagen, Heimersheim       | Heimersheim      |
| Wadenheim            | Jülich, Amt Neuenahr       | Remagen, Ringen            | Beul-Wadenheim   |

Anmerkungen:
1. 1 2   Die Dörfer Gimmingen und Kirchdaun waren im gemeinschaftlichen Besitz der Herzöge von Jülich und der Herren von Landskron; der jülichische Teil unterstand dem Amt Sinzig-Remagen.

Alle Pfarreien gehörten vor 1802 zum Dekanat Ahrgau im Erzbistum Köln.

### Bürgermeisterei Ahrweiler
Aufgrund der auf dem Wiener Kongress getroffenen Vereinbarungen wurde 1815 das Rhein-Mosel-Departement dem Königreich Preußen zugeordnet. Unter der preußischen Verwaltung wurden 1816 Kreise und Regierungsbezirke neu gebildet. Die Bürgermeisterei Ahrweiler war dem Kreis Ahrweiler und dem Regierungsbezirk Koblenz (damals „Regierungsbezirk Coblenz“) in der Provinz Großherzogtum Niederrhein (1822 Rheinprovinz) zugeordnet.
Die Bürgermeisterei Ahrweiler mit dem Gebietsstand von 1816 umfasste Teile der vorherigen Mairies Ahrweiler, Heimersheim und Ringen.
Lohrsdorf mit dem Köhlerhof gehörte zunächst zur Bürgermeisterei Remagen und wurde zwischen 1830 und 1843 in die Bürgermeisterei Ahrweiler eingegliedert. Lohrsdorf erhielt gleichzeitig den Weiler Green von der Gemeinde Heimersheim.

### Bürgermeisterei Ahrweiler-Land
Nach dem Inkrafttreten der Städteordnung für die Rheinprovinz vom 15. Mai 1856 schied die Stadt Ahrweiler am 2. März 1857 aus dem Bürgermeistereiverband aus und bildete einen eigenen städtischen Verwaltungsbezirk. Die Landgemeinden Gimmigen (damals Gimmingen), Heimersheim, Lohrsdorf, Kirchdaun und Wadenheim bildeten die neue „Bürgermeisterei Ahrweiler-Land“. Sie wurde in Personalunion vom Bürgermeister der Stadt Ahrweiler, Josef Wilhelm Clotten, verwaltet.
Die Gemeinde Wadenheim regte im Jahr 1874 aufgrund der Entwicklung zu einem Kurort eine Lostrennung von Ahrweiler an. Durch Verfügung vom 26. Januar 1875 entschied die königliche Regierung, Abteilung des Innern, in Koblenz die Aufhebung der Personalunion und die Bildung einer besonderen Landbürgermeisterei mit dem Sitz in Wadenheim. Wenig später wurde der aus den drei Ortschaften Wadenheim, Beul und Hemmessen gebildeten Gemeinde Wadenheim durch königliche Genehmigung vom 9. Juni 1875 gestattet, den Namen „Gemeinde Neuenahr“ zu führen.
Der Name der Bürgermeisterei wurde in Bürgermeisterei Neuenahr geändert.

## Statistik
Nach der „Topographisch-Statistischen Beschreibung der Königlich Preußischen Rheinprovinz“ aus dem Jahr 1830 gehörten zur Bürgermeisterei Ahrweiler eine Stadt, vier Dörfer, acht Weiler, ein Hof und zehn Mühlen. Im Jahr 1816 wurden in den zugehörenden Gemeinden insgesamt 4.913 Einwohner gezählt, 1828 waren es 5.510 Einwohner darunter 2.618 männliche und 2.892 weibliche; 5.452 Einwohner gehörten dem katholischen, 15 dem evangelischen und 47 dem jüdischen Glauben an.